# Wandzinowo
Wandzinowo – osada w Polsce położona w województwie wielkopolskim, w powiecie konińskim, w gminie Wierzbinek. Do 31 grudnia 2016 stanowiła część wsi Sadlno.
W latach 1975–1998 miejscowość należała administracyjnie do województwa konińskiego.